# Jakobiner
För fågelsläktet, se jakobiner (kolibri)
Jakobiner var en radikal och sedermera republikansk politisk gruppering (Club des Jacobins) under franska revolutionen, ledda av bland andra Maximilien de Robespierre, i regeringsställning 1793–1794. Genom sin placering högt upp i nationalkonventet, tillsammans med bland annat Cordelierklubbens företrädare, kallades de även "Berget".

## Bakgrund
1789 bildade deputerade från Bretagne i den franska nationalförsamlingen en politisk diskussionsklubb, Club Breton (med bland annat Mirabeau), som 1791 ombildades till Société des Amis de la Constitution ('Sällskapet Konstitutionens Vänner'), en ursprungligen moderat gruppering som förordade den konstitutionella monarkin. Men påverkade av de efterföljande årens händelser (kontrarevolutionära kupplaner, kungens flykt från Paris med fler) radikaliserades dess medlemmar.  
Föreningens medlemstal och betydelse växte snabbt. Den grenade sig ut över hela Frankrike, hade egen tidning och talrika agenter. Redan i augusti 1790 var filialer upprättade på 152 platser, i april 1791 var antalet upp i 2 000. Var och en av filialerna hade medlemmar som stod till Parisledningens obetingade förfogande.
Hösten 1792 – efter stormningen av det kungliga slottet, under ledning av Georges Jacques Danton, och de efterföljande "septembermorden" - rekonstituerade man sig till Société des Jacobins Amis de la Liberté et de l'Égalité ('Sällskapet Jakobinerna Frihetens och Jämlikhetens Vänner') med Maximilien de Robespierre som sin energiske ledare.

## Jakobinernas era
I januari påföljande år avrättades, under jakobinernas politiska tryck, den avsatte kungen, Ludvig XVI av Frankrike. De radikala jakobinerna nöjde sig dock inte med detta. I juni 1793, med starten av det så kallade skräckväldet, lyckades de att utmanövrera sina politiska motståndare, girondisterna, och själva gripa makten.
Sedan föregående år befann sig Frankrike i krig med Österrike (drottning Marie-Antoinettes hemland), men trots detta lyckades jakobinerna, inte minst tack vare sin starka partiorganisation, ändå behålla greppet om sin egen maktställning och försvara revolutionen. Under 1793 genomförde de en rad politiska reformer, som exempelvis införandet av den allmänna skolgången, en ny demokratisk konstitution, inkluderande 1793 års deklaration av de mänskliga rättigheterna, jordlottsreformer till stöd för de fattiga och fri skilsmässa. Som en del av sin omstörtande politik, och som en bekräftelse på sin politiska seger, avskaffade jakobinerna i oktober samma år den kristna (gregorianska) kalendern, och införde revolutionskalendern; markeringen för att en ny tid var kommen. Och under 1794 inleddes, under Robespierres personliga ledning, firandet av den nye guden, Det Högsta Väsendet ("Förnuftet").

## Slutet för jakobinernas era
Under sin regeringstid drabbades Maximilien de Robespierre av förföljelsemani. I april 1794 genomdrev han avrättningen av sin främste konkurrent, fränden och stridskamraten Danton. Detta blev för många droppen som kom bägaren att rinna över. Planerna på hans avsättning tog fart och några månader senare, den 27 juli 1794, arresterades han av nationalkonventet. (I samband med det tumult som då uppstod skottskadades Robespierre i käken, och miste därmed sin talförmåga.) Dagen därpå, den 10 thermidor år II (28 juli 1794), lades han under bilan – jakobinernas välde var därmed beseglat. Den 12 november 1794 förbjöds så, enligt lag, all vidare jakobinsk verksamhet.
I rädsla för att kvinnor skulle organisera sig och göra uppror på samma sätt som de gjort när de tågade till Versailles 1789 förbjöd Jakobinerna kvinnor att träffas i grupper om fler än fyra. Revolutionen vände från att ha varit ett redskap för kvinnlig frigörelse till ett redskap att förtrycka dem med.
Jakobinerna, som under de följande åren tvingades föra en underjordisk verksamhet, försökte ett antal gånger att återupprätta sig som politisk rörelse, men alla sådana försök kuvades av regimen. Många tidigare jakobiner kom därför att stödja Napoleon Bonaparte och hans sammansvurna vid Brumairekuppen i november 1799.

## Eftermäle
Trots jakobinernas blodiga historia förknippas de i sitt hemland ofta med positiva begrepp som patriotism och social reformvilja. (källa?)
Namnet jakobin kommer av deras "partihögkvarter", ett före detta jakobinkloster (dominikanerkloster).